# Reg Butler
Pour les articles homonymes, voir Butler.

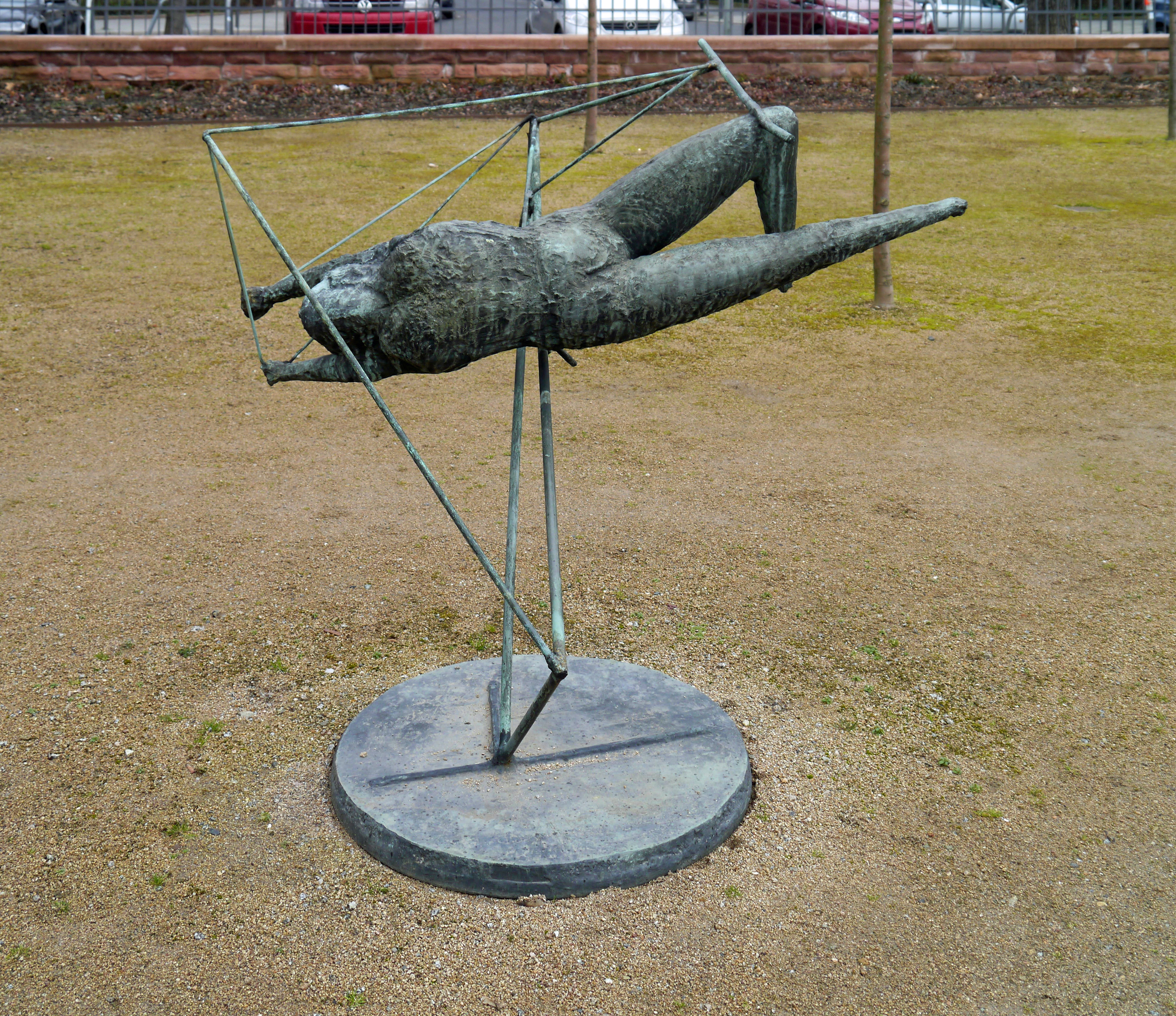
Frau im Rauml (1963) de Reg Butler,
Skulpturengarten des Staedel, Francfort.

Reg Butler, né le 28 avril 1913 à Buntingford (Royaume-Uni) et mort le 23 octobre 1981 à Berkhamsted (Royaume-Uni), est un sculpteur britannique.

## Biographie
Reginald Cotterell Butler naît à Buntingford, où son père était Master of the Buntingford Union Workhouse. Il étudie et donne des conférences à l'Architectural Association School of Architecture de Londres de 1937 à 1939. Il est objecteur de conscience pendant la Seconde Guerre mondiale. Il est dispensé du service militaire à la condition de créer un petit atelier de forge pour réparer des outils agricoles.
Après avoir remporté le concours « Prisonniers politiques inconnus » en 1953, il enseigne à la Slade School of Art.